# Дзибидо Сан Джакомо
Дзѝбидо Сан Джа̀комо (на италиански: Zibido San Giacomo, на западноломбардски: Zìbid, Дзибид) е градче и община в Северна Италия, провинция Милано, регион Ломбардия. Разположено е на 111 m надморска височина. Населението на общината е 6734 души (към 2010 г.).